# ラモン・ビジェダ・モラレス国際空港
ラモン・ビジェダ・モラレス国際空港（スペイン語: Aeropuerto Internacional Ramón Villeda Morales 英語: Ramón Villeda Morales International Airport）は、ホンジュラス第二の都市サン・ペドロ・スーラにある国際空港である。
名称は1957年から1963年にホンジュラス大統領を務めたラモン・ビジェーダ・モラーレスに因んでいる。また、ラ・メサ国際空港（Aeropuerto Internacional La Mesa、La Mesa International Airport）とも呼ばれる。

## 概要
サン・ペドロ・スーラの市街地から11kmの所に位置している。2010年度の利用者数は約74万2000人で、ホンジュラス国内で最も利用者数の多い空港となっている。
ホンジュラスの空港運営会社インターエアポーツ（InterAirports）社のプロジェクト計画の一環で、2015年までに新ターミナルビルが完成する予定。その費用の一部とするため、現在空港使用税（出国税）として約39米ドル（約700レンピラ）がかけられる。

## 就航航空会社
旅客便
| 航空会社                     | 就航地                                                                                    |
| ---------------------------- | ----------------------------------------------------------------------------------------- |
| アエロ・カリビアン航空       | ハバナ、マナグア                                                                          |
| アエロリネアス・ソーサ       | ラ・セイバ、ロアタン、テグシガルパ                                                        |
| アエロメヒコ・コネクト       | メキシコシティ                                                                            |
| アメリカン航空               | マイアミ                                                                                  |
| コパ航空                     | パナマシティ、サン・ホセ                                                                  |
| コパ航空コロンビア           | パナマシティ                                                                              |
| CMエアラインズ               | ロアタン、テグシガルパ                                                                    |
| デルタ航空                   | アトランタ                                                                                |
| イージースカイ航空           | ラ・セイバ、ロアタン                                                                      |
| ランサエアラインズ           | ラ・セイバ                                                                                |
| マヤ・アイランド・エア       | ベリーズ・シティ、グアテマラシティ                                                        |
| スピリット航空               | フォート・ローダーデール                                                                  |
| TACA航空                     | グアテマラシティ、マイアミ、ニューヨーク（JFK）、サン・ホセ、サンサルバドル、テグシガルパ |
| TACA航空 ※イスレナ航空が運航 | ラ・セイバ、ロアタン、テグシガルパ                                                        |
| ユナイテッド航空             | ヒューストン（インターコンチネンタル）、ニューアーク                                      |

貨物便
| 航空会社                           | 就航地                                                   |
| ---------------------------------- | -------------------------------------------------------- |
| アメリジェット・インターナショナル | フォートローダーデール、メリダ、マイアミ、サンサルバドル |
| アトラス航空                       | ヒューストン（インターコンチネンタル）                   |
| DHLアエロ・エクスプレッソ          | パナマシティ                                             |
| DHL・デ・グアテマラ                | グアテマラシティ                                         |
| UPS                                | マイアミ                                                 |

ラモン・ビジェダ・モラレス国際空港
- 空港ターミナル外観
- 軍用機施設